# Robert LaSardo
Robert LaSardo (New York, 20 settembre 1963) è un attore statunitense.

## Biografia
Di discendenze italiane e portoricane, LaSardo si è avvicinato al mondo del cinema nel 1987 con una piccola parte nel film China Girl. Seguono altre partecipazioni in pellicole minori di genere drammatico o d'azione come Duro da uccidere del 1990 con Steven Seagal. Waterworld del 1995 con Kevin Costner è probabilmente il film più noto nel quale ha lavorato. 
Inoltre ha avuto una parte nel film con Ewan McGregor, Nightwatch - Il guardiano di notte.
LaSardo, anche a causa dei suoi abbondanti tatuaggi, è particolarmente adatto a ruoli di caratterista e numerosi registi lo hanno scelto per serie televisive. Fra le tante, possiamo ricordare le seguenti: Life, Law & Order, Renegade, Murder One, Martial Law, X-Files, Nash Bridges, Dead Last, Criminal Minds: Suspect Behavior, V.I.P., The Shield, Nip/Tuck, NYPD Blue, Ghost Whisperer, CSI: Miami, Bones e Cold Case.
Tra il 2003 ed il 2006 è stato il trafficante Escobar Gallardo in 9 episodi di Nip/Tuck, e nel 2010 ne ha ripreso i panni per un ulteriore episodio. Il ruolo forse più significativo lo ha ottenuto nella soap opera General Hospital (26 episodi) nei panni di padre Mateo Ruiz/ Manny Ruiz. Ha ricoperto un ruolo altrettanto significativo in CSI: Miami, ricoprendo il ruolo di Memmo Fierro per ben 5 stagioni (stag. 5-10).

## Filmografia parziale

### Cinema
- Un folle trasloco (Moving), regia di Alan Metter (1988)
- Corto circuito 2 (Short Circuit 2), regia di Kenneth Johnson (1988)
- Faccia di rame (Renegades), regia di Jack Sholder (1989)
- Duro da uccidere (Hard to Kill), regia di Bruce Malmuth (1990)
- Giustizia a tutti i costi (Out for Justice), regia di John Flynn (1991)
- Léon, regia di Luc Besson (1994)
- Waterworld, regia di Kevin Reynolds (1995)
- Nightwatch - Il guardiano di notte (Nightwatch), regia di Ole Bornedal (1997)
- Wishmaster - Il signore dei desideri, regia di Robert Kurtzman (1997)
- Da ladro a poliziotto (Blue Streak), regia di Les Mayfield (1999)
- Dirty - Affari sporchi (Dirty), regia di Chris Fisher (2005)
- Death Race, regia di Paul W. S. Anderson (2008)
- Autopsy, regia di Adam Gierasch (2008)
- Tomorrow You're Gone, regia di David Jacobson (2012)
- The Human Centipede 3 (Final Sequence), regia di Tom Six (2015)
- Anarchy Parlor, regia di Devon Downs (2015)
- Il corriere - The Mule (The Mule), regia di Clint Eastwood (2018)
- Sky Sharks, regia di Marc Fehse (2018)

### Televisione
- X-Files (The X-Files) – serie TV, episodio 8x07 (2000)
- Cold Case - Delitti irrisolti (Cold Case) – serie TV, episodio 1x11 (2004)
- Nip/Tuck – serie TV, 10 episodi (2003-2010)
- Bones – serie TV, episodio 1x13 (2006)

## Doppiatori italiani
Nelle versioni in italiano nelle opere in cui ha recitato, Robert LaSardo è stato doppiato da:
- Luigi Ferraro in Léon, Death Race, Tortured
- Christian Iansante in Cold Case - Delitti irrisolti, Ghost Whisperer - Presenze, Life
- Gaetano Varcasia in Dirty - Affari sporchi, Femme Fatales - Sesso e crimini
- Fabrizio Manfredi in Corto circuito 2
- Simone Mori in Faccia di rame
- Ambrogio Colombo in Giustizia a tutti i costi
- Pasquale Anselmo in Nightwatch - Il guardiano di notte
- Fabio Boccanera in X-Files
- Sergio Lucchetti in The Shield
- Oliviero Corbetta in Nip/Tuck
- Stefano Mondini in CSI: Miami
- Saverio Moriones in CSI - Scena del crimine
- Carlo Scipioni in Infiltrato speciale 2
- Stefano Macchi in Criminal Minds: Suspect Behavior
- Giuseppe Ippoliti in Sezione 8, Johnny & Clyde